# 1981년 일본 프로 야구 올스타전
1981년 일본 프로 야구 올스타전은 1981년 7월 25일과 7월 26일, 7월 28일에 열린 일본 프로 야구의 올스타전 경기이다.

## 개요
전년도에 2년 연속 일본 시리즈 정상에 오른 히로시마 도요 카프의 고바 다케시 감독이 센트럴 리그 올스타팀을 지휘했고 그 히로시마와 2년 연속 일본 시리즈에서 맞대결을 펼쳤던 퍼시픽 리그 우승 팀인 긴테쓰 버펄로스의 니시모토 유키오 감독이 퍼시픽 리그 올스타팀의 지휘를 맡은 올스타전이다. 1968년 이래 7차례나 퍼시픽 올스타팀을 지휘했던 니시모토 감독은 그해 가을에 사의를 표명하면서 니시모토 자신으로서는 마지막 올스타전이 됐다.
오랜 세월 양팀의 주력 타자로서 활약했던 오 사다하루(요미우리)와 노무라 가쓰야(세이부)가 전년도인 1980년을 끝으로 은퇴했고 하리모토 이사오(롯데), 시바타 이사오(요미우리), 마쓰바라 마코토(요미우리) 등이 현역 생활에 있어서의 마지막 시즌을 보내는 가운데 오치아이 히로미쓰(롯데), 하라 다쓰노리(요미우리), 이시게 히로미치(세이부) 등 1980년대를 대표하는 선수들이 두각을 드러낸 것도 1981년 올스타전의 특징이었다.
1차전과 2차전에서는 모두 양대 리그의 간사이 지방 쪽이 배팅으로 활약했는데 특히 2차전에서는 동점으로 맞이한 연장 10회에 타석에 들어선 센트럴 올스타팀의 가케후 마사유키(한신)가 끝내기 3점 홈런으로 센트럴 올스타팀이 승리하여 가케후가 1978년 이래 MVP에 선정되는 영예를 안았다. 가케후는 공식전·일본 시리즈를 통해서 끝내기 홈런은 한 번도 없었기 때문에 자신으로서의 유일한 끝내기 홈런이 됐다. 3차전에서는 투타가 아니고 센트럴 올스타팀 야마쿠라 가즈히로(요미우리)의 활약이 돋보여서 투수진의 실력을 유감없이 발휘하여 퍼시픽 올스타팀에게 완봉승을 거뒀다. 퍼시픽 올스타팀의 완봉패는 1975년 1차전 이래 6년 만의 일이다.

## 출장 선수
| 센트럴 리그 | 센트럴 리그       | 센트럴 리그 | 센트럴 리그 |
| ----------- | ----------------- | ----------- | ----------- |
| 감독        | 고바 다케시       | 히로시마    |             |
| 코치        | 다케가미 시로     | 야쿠르트    |             |
| 코치        | 후지타 모토시     | 요미우리    |             |
| 투수        | 니시모토 다카시   | 요미우리    | 2           |
| 투수        | 후쿠시 히로아키   | 히로시마    | 3           |
| 투수        | 기타벳푸 마나부   | 히로시마    | 3           |
| 투수        | 마쓰오카 히로무   | 야쿠르트    | 7           |
| 투수        | 이하라 신이치로   | 야쿠르트    | 2           |
| 투수        | 스미 미쓰오       | 요미우리    | 첫 출장     |
| 투수        | 에가와 스구루     | 요미우리    | 2           |
| 투수        | 사이토 아키오     | 다이요      | 2           |
| 투수        | 고바야시 시게루   | 한신        | 6           |
| 투수        | 호시노 센이치     | 주니치      | 6           |
| 투수        | 고마쓰 다쓰오     | 주니치      | 첫 출장     |
| 포수        | 와카나 요시하루   | 한신        | 4           |
| 포수        | 야마쿠라 가즈히로 | 요미우리    | 첫 출장     |
| 포수        | 후쿠시마 히사아키 | 다이요      | 3           |
| 1루수       | 나카하타 기요시   | 요미우리    | 첫 출장     |
| 2루수       | 오카다 아키노부   | 한신        | 2           |
| 3루수       | 하라 다쓰노리     | 요미우리    | 첫 출장     |
| 유격수      | 마유미 아키노부   | 한신        | 3           |
| 내야수      | 기누가사 사치오   | 히로시마    | 7           |
| 내야수      | 오스기 가쓰오     | 야쿠르트    | 9           |
| 내야수      | 야마시타 다이스케 | 다이요      | 4           |
| 내야수      | 후지타 다이라     | 한신        | 9           |
| 내야수      | 가케후 마사유키   | 한신        | 6           |
| 내야수      | 야자와 겐이치     | 주니치      | 7           |
| 외야수      | 야마모토 고지     | 히로시마    | 9           |
| 외야수      | 다오 야스시       | 주니치      | 2           |
| 외야수      | 마쓰모토 다다시   | 요미우리    | 첫 출장     |
| 외야수      | J. 라이틀         | 히로시마    | 첫 출장     |

| 퍼시픽 리그 | 퍼시픽 리그       | 퍼시픽 리그 | 퍼시픽 리그 |
| ----------- | ----------------- | ----------- | ----------- |
| 감독        | 니시모토 유키오   | 긴테쓰      |             |
| 코치        | 야마우치 가즈히로 | 롯데        |             |
| 코치        | 오사와 게이지     | 닛폰햄      |             |
| 투수        | 기다 이사무       | 닛폰햄      | 2           |
| 투수        | 야나기다 유타카   | 긴테쓰      | 3           |
| 투수        | 무라타 조지       | 롯데        | 9           |
| 투수        | 에나쓰 유타카     | 닛폰햄      | 14          |
| 투수        | 다카하시 가즈미   | 닛폰햄      | 6           |
| 투수        | 마쓰누마 마사유키 | 세이부      | 첫 출장     |
| 투수        | 모리 시게카즈     | 세이부      | 첫 출장     |
| 투수        | 나가이 다모쓰     | 세이부      | 2           |
| 투수        | 야마다 히사시     | 한큐        | 10          |
| 투수        | 이마이 유타로     | 한큐        | 2           |
| 투수        | 후지타 마나부     | 난카이      | 3           |
| 포수        | 나시다 마사타카   | 긴테쓰      | 3           |
| 포수        | 오미야 다쓰오     | 닛폰햄      | 첫 출장     |
| 포수        | 오이시 도모요시   | 세이부      | 첫 출장     |
| 1루수       | 가토 히데지       | 한큐        | 10          |
| 2루수       | 야마자키 히로유키 | 세이부      | 10          |
| 3루수       | 아리토 미치요     | 롯데        | 12          |
| 유격수      | 이시게 히로미치   | 세이부      | 첫 출장     |
| 내야수      | 오치아이 히로미쓰 | 롯데        | 첫 출장     |
| 내야수      | T. 솔레이터       | 닛폰햄      | 첫 출장     |
| 내야수      | 고노 다카유키     | 난카이      | 2           |
| 내야수      | 후지와라 미쓰루   | 난카이      | 5           |
| 외야수      | 후쿠모토 유타카   | 한큐        | 11          |
| 외야수      | 시마다 마코토     | 닛폰햄      | 3           |
| 외야수      | 히라노 미쓰야스   | 긴테쓰      | 3           |
| 외야수      | L. 리             | 롯데        | 4           |
| 외야수      | 쇼지 도모히사     | 롯데        | 첫 출장     |
| 외야수      | 가도타 히로미쓰   | 난카이      | 6           |

- 굵은 글씨는 팬 투표로 선출된 선수

## 올스타전 경기 결과

### 1차전

#### 스코어
| 팀 | 1 | 2 | 3 | 4 | 5 | 6 | 7 | 8 | 9 | R | H  | E |
| 퍼시픽 | 0 | 0 | 1 | 0 | 0 | 3 | 1 | 0 | 0 | 5 | 11 | 0 |
| 센트럴 | 0 | 0 | 2 | 1 | 0 | 0 | 0 | 0 | 0 | 3 | 5  | 1 |
| 승리 투수: 야나기다 유타카(긴테쓰) 패전 투수: 사이토 아키오(다이요) 세이브: 에나쓰 유타카(닛폰햄) 홈런: 센트럴 – 짐 라이틀(히로시마·4회 1점) |   |   |   |   |   |   |   |   |   |   |    |   |

#### 출장 선수
| 퍼시픽 | 퍼시픽 | 퍼시픽            |
| 타순   | 수비   | 선수              |
| ------ | ------ | ----------------- |
| 1      | (중)   | 시마다 마코토     |
| 2      | (유)   | 이시게 히로미치   |
| 3      | (一)   | 가토 히데지       |
| 4      | (좌)   | 가도타 히로미쓰   |
| 5      | (우)   | L. 리             |
| 6      | (二)   | 오치아이 히로미쓰 |
| 7      | (三)   | 후지와라 미쓰루   |
| 8      | (포)   | 나시다 마사타카   |
| 9      | (투)   | 후지타 마나부     |

| 센트럴 | 센트럴 | 센트럴          |
| 타순   | 수비   | 선수            |
| ------ | ------ | --------------- |
| 1      | (유)   | 하라 다쓰노리   |
| 2      | (一)   | 후지타 다이라   |
| 3      | (三)   | 가케후 마사유키 |
| 4      | (중)   | 야마모토 고지   |
| 5      | (좌)   | 야자와 겐이치   |
| 6      | (우)   | J. 라이틀       |
| 7      | (二)   | 오카다 아키노부 |
| 8      | (포)   | 와카나 요시하루 |
| 9      | (투)   | 고바야시 시게루 |

#### 수상 선수
MVP
- 후지와라 미쓰루(난카이)

### 2차전

#### 스코어
| 팀 | 1 | 2 | 3 | 4 | 5 | 6 | 7 | 8 | 9 | 10 | R | H | E |
| 퍼시픽 | 0 | 0 | 0 | 2 | 0 | 0 | 0 | 0 | 1 | 0  | 3 | 7 | 0 |
| 센트럴 | 0 | 0 | 0 | 0 | 0 | 0 | 1 | 0 | 2 | 3X | 6 | 7 | 0 |
| 승리 투수: 스미 미쓰오(요미우리) 패전 투수: 야나기다 유타카(긴테쓰) 홈런: 퍼시픽 – 쇼지 도모히사(롯데·9회 1점) 센트럴 – 가케후 마사유키(한신·9회 1점, 10회 3점), 야마모토 고지(히로시마·9회 1점) |   |   |   |   |   |   |   |   |   |    |   |   |   |

#### 출장 선수
| 퍼시픽 | 퍼시픽 | 퍼시픽            |
| 타순   | 수비   | 선수              |
| ------ | ------ | ----------------- |
| 1      | (중)   | 후쿠모토 유타카   |
| 2      | (유)   | 이시게 히로미치   |
| 3      | (一)   | 가토 히데지       |
| 4      | (二)   | 오치아이 히로미쓰 |
| 5      | (좌)   | L. 리             |
| 6      | (三)   | 아리토 미치요     |
| 7      | (우)   | 시마다 마코토     |
| 8      | (포)   | 오미야 다쓰오     |
| 9      | (투)   | 기다 이사무       |

| 센트럴 | 센트럴 | 센트럴          |
| 타순   | 수비   | 선수            |
| ------ | ------ | --------------- |
| 1      | (유)   | 하라 다쓰노리   |
| 2      | (좌)   | 마쓰모토 다다시 |
| 3      | (三)   | 가케후 마사유키 |
| 4      | (중)   | 야마모토 고지   |
| 5      | (一)   | 나카하타 기요시 |
| 6      | (二)   | 오카다 아키노부 |
| 7      | (우)   | J. 라이틀       |
| 8      | (포)   | 와카나 요시하루 |
| 9      | (투)   | 니시모토 다카시 |

#### 수상 선수
MVP
- 가케후 마사유키(한신)

### 3차전

#### 스코어
| 팀 | 1 | 2 | 3 | 4 | 5 | 6 | 7 | 8 | 9 | R | H | E |
| 퍼시픽 | 0 | 0 | 0 | 0 | 0 | 0 | 0 | 0 | 0 | 0 | 6 | 0 |
| 센트럴 | 0 | 0 | 1 | 1 | 0 | 2 | 0 | 2 | X | 6 | 9 | 0 |
| 승리 투수: 에가와 스구루(요미우리) 패전 투수: 무라타 조지(롯데) 홈런: 센트럴 – 야마쿠라 가즈히로(요미우리·3회 1점), 가케후 마사유키(한신·6회 2점) |   |   |   |   |   |   |   |   |   |   |   |   |

#### 출장 선수
| 퍼시픽 | 퍼시픽 | 퍼시픽            |
| 타순   | 수비   | 선수              |
| ------ | ------ | ----------------- |
| 1      | (좌)   | 쇼지 도모히사     |
| 2      | (중)   | 시마다 마코토     |
| 3      | (一)   | 가토 히데지       |
| 4      | (우)   | 가도타 히로미쓰   |
| 5      | (二)   | 오치아이 히로미쓰 |
| 6      | (三)   | 아리토 미치요     |
| 7      | (유)   | 이시게 히로미치   |
| 8      | (포)   | 나시다 마사타카   |
| 9      | (투)   | 무라타 조지       |

| 센트럴 | 센트럴 | 센트럴            |
| 타순   | 수비   | 선수              |
| ------ | ------ | ----------------- |
| 1      | (유)   | 하라 다쓰노리     |
| 2      | (좌)   | 야자와 겐이치     |
| 3      | (三)   | 가케후 마사유키   |
| 4      | (중)   | 야마모토 고지     |
| 5      | (一)   | 나카하타 기요시   |
| 6      | (우)   | J. 라이틀         |
| 7      | (二)   | 오카다 아키노부   |
| 8      | (포)   | 야마쿠라 가즈히로 |
| 9      | (투)   | 에가와 스구루     |

#### 수상 선수
MVP
- 야마쿠라 가즈히로(요미우리)

## 같이 보기
- 일본 야구 기구
- 일본 프로 야구 올스타전